# Пермисивност
Пермисивност је црта личности испољена у толерантном и широкогрудом односу према мишљењима и поступцима других људи, у дозвољавању пуне слободе изражавања и поштовању друге личности и њених уверења. Пермисивна особа је либерална, прихвата изношење другачијих ставова, вредности и уверења, али то не значи да некритички попушта под притиском мишљења других.